# John Henry Ketcham
John Henry Ketcham (21 décembre 1832 – 4 novembre 1906) est un représentant des États-Unis de l'État de New York pendant plus de 33 ans. Il sert également comme général dans l'armée de l'Union pendant la guerre de Sécession.

## Avant la guerre
John H. Ketcham naît à Dover Plains, dans l'État de New York. Il suit un cursus universitaire et est diplômé de la Suffield Academy à Suffield, au Connecticut. Il s'intéresse aux activités agricoles, ainsi qu'à la politique. Outre ses activités agricoles, il fait des affaires dans le commerce du marbre(p44). Il est superviseur de la ville de Dover en 1854 et 1855;  il est membre de l'assemblée de l'État de New York (comté de Dutchess, premier district) en 1856 et 1857 ; et membre du sénat de l'État de New York (onzième district) en 1860 et 1861.

## Guerre de Sécession
Avec le déclenchement de la guerre de Sécession, le gouverneur Morgan nomme Ketcham au comité à la guerre(p44).
Il lève et s'enrôle dans l'armée de l'Union et est nommé colonel du 150th New York Infantry, le 11 octobre 1862(p190),(p44). Ketcham et le régiment sont en service de garde à Baltimore avec de prendre part à la campagne de Gettysburg(p262). Il participe à la bataille de Gettysburg(p190), où il est légèrement engagé au sein de la brigade de Lockwood(p262),. Il prend part à la campagne d'Atlanta(p190). En juillet 1864, ses capacités auditives sont atteintes à la suite d'un traumatisme lié à un tir de canon(p190).
Il est blessé à la cuisse à Argyle Island devant Savannah le 21 décembre 1864(p190). Ketcham est breveté brigadier général le 6 décembre 1864, et promu brigadier général de l'armée des volontaires, le 1er avril 1865. Il est breveté major général des volontaires, le 13 mars 1865.

## Après la guerre
Après la guerre, Ketcham reprend sa carrière politique(p190). Il est élu Rrépublicain au trente-neuvième congrès et au trois suivants (4 mars 1865 - 3 mars 1873). Il est le président du comité des terres publiques du quarante-deuxième congrès. Il est candidat malheureux aux élections de 1872 au quarante-troisième congrès.
Ketcham est commissaire du district de Columbia, du 3 juillet 1874, jusqu'au 30 juin 1877, quand il démissionne. Pendant ce temps, il est délégué à la convention nationale républicaine en 1876. Il est par la suite élu républicain au quarante-cinquième congrès et aux sept suivants (4 mars 1877 – 3 mars 1893). Il sert en tant que président du comité des dépenses dans le département d'État (cinquante-septième jusqu'au cinquante-neuvième congrès). Ketcham refuse d'être candidat pour une nouvelle nomination.
Il entre de nouveau en politique et devient délégué à la convention nationale républicaine de 1896 et est ensuite élu républicain au cinquante-cinquième congrès et aux quatre suivants et sert du 4 mars 1897, jusqu'à sa mort à New York le 4 novembre 1906. John Ketcham est enterré dans le cimetière de Valley View de Dover Plains, New York(p191).
L'école élémentaire John H. Ketcham à Washington, DC, est nommé en son honneur.